# Rhamphomyia takahashii
Rhamphomyia takahashii är en tvåvingeart som beskrevs av Saigusa 1963. Rhamphomyia takahashii ingår i släktet Rhamphomyia och familjen dansflugor. Inga underarter finns listade i Catalogue of Life.